# Ochthebius sculptus
Ochthebius sculptus är en skalbaggsart som beskrevs av Leconte 1878. Ochthebius sculptus ingår i släktet Ochthebius och familjen vattenbrynsbaggar. Inga underarter finns listade i Catalogue of Life.